# Lista de locais de The Legend of Dragoon
Esta é uma lista de locais do jogo eletrônico The Legend of Dragoon. Endiness (ocasionalmente chamado de maneira ERRADA de Endless, "sem fim" em inglês) é o nome do continente onde ocorre a história do jogo.

## A Árvore Divina
A história começa há 11.000 anos, nas raízes do Árvore Divina. Em um mundo desolado, só havia este colossal mas ao mesmo tempo delicado árvore. A legenda conta que foi plantado pelo grande Soa, proporcionando um grande poder. A árvore tênia 108 frutos, dos quais só deu 107. Cada fruto era uma nova espécie, de menor a maior inteligência.

## Raças
As raças importantes são:

### Gigantos
O fruto 97 são os gigantos. Grandes e fortes, com uma grande massa muscular e estética humana, os gigantos eram verdadeiros guerreiros. Mas de pouca inteligência, mal sabem falar. Esta espécie esta destinada à extinção, sendo o último da espécie Kongol.

### Dragões
O fruto 105 são os dragões. Estes seres são provavelmente os mais poderosos que deu a Árvore Divino, mas Soa o Criador quis nivelar a balança reduzindo enormemente sua inteligência, pudiendo ser controlados pela sabedoria dos humanos. Os alados não puderam dominá-los, mas os Dragoon se. Graças às sua ajuda, a Campanha do Dragão foi possível, com vitória dos humanos. O Dragão Divino, o mais poderoso, o rei de toda a raça também participo da Campanha, mas tênia tanto poder,que aos alados lhes foi impossível acabar com sua vida, e não tiveram mais remédio que sellarlo na Montanha do Dragon Mortal,um vulcão perto de Deningrado, ou naqueles tempos A Cidade da Vida dos Alados, o Palácio de Cristal. Esta espécie está também destinada à extinção.

### Humanos
O fruto 106 são os humanos. Inteligentes e numerosos, os humanos viviam em harmonia com a natureza. Mas os Alados governaram sobre eles, até a Campanha do Dragão, onde os Alados foram derrotados pelos Cavalheiros Dragoon (Humanos). Depois da guerra, os humanos seriam os "donos" do mundo.

### Winglies
O fruto 107 são os Winglies (alados). Inteligentes e poderoso, possuíam poderes mágicos. São de estética humana, só que têm o pêlo prateado e umas espécies de asas nas costas. Os Winglies, foram os primeiros a dominar o mundo, desde suas cidades nos céus, controlavam ao resto de espécies do mundo. Mas não esperaram a dura batalha contra os humanos, da qual saíram perdendo. Os últimos winglies estão escondidos no mundo, fora do alcance dos humanos. Seu líder foi Melbu Frahma.

### Virage
Os virages são criaturas mágicas criadas pelos winglies. Seu poder era similar aos dragões. Foram usado na Campanha do Dragão, para combater contra os cavalheiros Dragoon e seus dragões. Na última batalha, foram todos exterminados, ou isso se achava.

### 108
O fruto 108 é o Deus da Destruição ou Virage Embrion. Os winglies separaram o corpo da alma da espécie 108 seu corpo quedo selado no fruto sem abrir, os winglies alçaram esse fruto no ar graças aos seu poder, e esse fruto é a Lua que Nunca se Põe, com o objetivo de que a criatura nunca visse a luz, selando sua alma em uma esfera da qual seu líder Melbu Frahma tirava seu enorme poder.

## Geografia
A história de The Legend of Dragoon transcurre no continente de Endiness, que contém 5 países: Serdio, Tiberoa, Mille Seseau, Gloriano e Frontera Morte.

### Serdio
Serdio é um país dividido em dois por culpa de uma guerra. Esta guerra tem duas frente: a zona Norte (Basil), governada pelo Rei Albert; e a zona Sul (Sandora); governada pelo Imperador Doel.

#### Povoações
- Seles: Cidade natal de Shana, e segunda residéncia de Dart. Este povo, situado na zona Sul, é atacado pelo exército do Imperador Doel, com o fim de seqüestrar a Shana. O povo fica em ruínas durante o resto do jogo, até que os sobreviventes começam a reconstruí-lo. Dart e Shana retornam no final para ajudar na reconstrução.

- Prisão Hellena: Uma mortífera masmorra do império de Doel, situada na zona Sul. Está sob o comando de Fruegel. Nosso herói deverá ir duas vezes: uma para resgatar a Shana e uma segunda vez para salvar ao Rei Albert. Também é o lugar de encontro pela primeira vez entre Dart e Lavitz.

- Bala: Capital de Basil, reino do Rei Albert (Norte de Serdio). É a cidade natal de Lavitz e do Rei Albert. É uma enorme cidade que rodeia o grande castillo de Indels.

- Hoax: Pequena cidade que por culpa da guerra, se transformou em uma fortaleza e está baixo a ocupação constante dos cavalheiros de Basil. Sofreu um forte ataque do império de Sandora, mas graças a Lavitz e Dart se salvou. Também é o lugar onde aparece pela primeira vez Kongol e onde Dart consegue seu poder como o Dragoon de Olhos Vermelhos.

- Sétimo forte de cavalaria: Forte do reino de Basil, situado em um pântano. Durante a guerra de Serdio, foi atacado pelo exercito de Sandora e pelo Dragão Feyrbrand. A fortaleza ficou destruída e abandonada depois do ataque, e agora está em ruínas.

- Lohan: É uma cidade comercial neutro de estilo árabe. Há uma grande quantidade de lojas e hotéis nesta cidade, como a loja de Você dava. Aqui é onde se realiza a competição do "Homem mais forte do Mundo".

- Kazas: É a capital de Sandora e o lugar onde está o Castillo Negro do Imperador Doel. No castelo, os cientistas de Doel experimentam com dragões; além disso, a tecnologia do Castillo Negro é bastante avançada. Tambíen se realizam experimentos com eletricidade.

#### Paragens
- Pradarias: Umas extensas pradarias, na zona sul de Serdio. Situada entre Seles e as montanhas que dividem Serdio. Unicamente um lenhador vive aqui. Esta zona tem conexões com Bala, Seles e a rota de Kazas.

- Caverna de Pedra Calcária: Uma grande caverna que conecta as zonas norte e sul de Serdio. Nela há umas ruínas que contêm vaga-lumes com propriedades curativas. Na sua parte mais profunda vive uma gigantesca serpente, Urobolus.

- Restingas: É uma extensa área pantanosa onde se localiza o Sétimo forte de cavalaria.

- Vulcão Villude: É uma zona repleta de rios de lava e escarpados riscos, aterrorizada pela presença de Piton, um gigantesco pássaro de fogo. Os protagonistas são atacados aqui por um Virage, que volta à vida pela presença dos Dragoons e de Shana.

- Ninho do Dragão: Floresta que ficou infestado pelo gás venenoso do dragão Feyrbrand, o qual afeta gravemente a pessoas de constituição débil como Shana. Unicamente um manancial de água primaveril, situado no fundo da floresta, não há sido afetado pelo veneno. É o lugar onde habita tal dragão. Aqui tem lugar o enfrentamento contra Greham, o assassino e ex-amigo do pai de Lavitz.

- Templo de Shirley: Um antigo templo ou santuário peculiar com trilhos de vagonetas. Protegido pelo ladrão Drake, é o lar do espírito da possuidora original do Espírito do Dragoon de Prata blanca, Shirley. Não se sabe com certeza se o santuário se dedicou a Shirley originalmente ou se tomou seu nome quando o fantasma de Shirley começou a viver no lugar.

### Tiberoa
Tiberoa é um reino costeiro situado ao oeste de Serdio.

#### Povoações
- Fletz: Capital de Tiberoa e localização do Castillo Gemelo. O Rei Zior governa esta cidade junto com suas duas filhas, a Princesa Emille e a Princesa Lisa. Apesar de ser uma cidade costeira, curiosamente carece de porto. A cidade tem numerosos telescópios e é um centro cultural de astronomia e astrologia. Também onde se guarda a Adaga da Lua, que passa ao herdeiro real primogênito quando este cumpre 20 anos.

- Donau: É uma cidade costeira conhecido como a Cidade das flores, porque está decorado com centenas de plantas e flores. A cidade estava sob o controle da banda de Gehrich, que aterrorizava aos habitantes. Aqui se haja o único porto de Tiberoa, lar do navio Reina Fúria.

- Lar do Giganto: São as ruínas da última cidade dos Gigantos em Tiberoa, e provavelmente, em tudo Sem Fim. A cidade foi invadida e arrasada por humanos, sendo Kongol o único sobrevivente. O Imperador Doel viajou até ali tempo depois e encontrou a Kongol. Atualmente é o esconderijo da banda de Gerich.

- Lidiera: É um pequeno povo pesqueiro construído com restos de navios. Cerca destacarlo pelos controles para a porta da água que há na Caverna Submarina.

- Feuno: É um pequeno povo conhecido pelas suas fontes termais. Tem um grande porto ao serviço do Rainha Fúria. Se encontra em uma pequena ilha do litoral de Tiberoa.

#### Paragens
- Vale da Gravidade corrompida: Neste vale teve lugar uma grande batalha durante a Campanha do Dragão, e os efeitos combinados da magia dos Dragoons, os Virages e os Alados distorceram gravemente a gravidade do vale. O vale não obedece às leis físicas, e a corrupção gravitatoria se mantém depois que 11000 anos. No interior há um Virage em estado de hibernação e o Lar do Giganto. Uma pequena tropa de soldados custódia a entrada, e é impossível passar a menos que se tenha uma permissão real.

- Caverna submarina: É uma caverna que conecta diretamente com a Ilha Prisão. Aqui foi onde Lloyd e Lenus se conheceram, e onde está a guarida do dragão Regole.

- Terras Ermas: Constituem uma grande parte de Tiberoa. A pedra de Dragoon de Dart foi roubada aqui pelo bandido Mappi da banda Gehrich. É uma grande zona desértica, mesmo que em Fletz há gente que espera por convertê-la em um paraíso verde e florescente. Conecta Fletz com Donau e o Vale da Gravidade corrompida.

### Mille Seseau
Mille Seseau é um país situado ao Norte do continente Sem Fim. Está governada a rainha Theresa e pelas 4 irmãs sagradas de Mille Seseau (Miranda, Luanna, Wink e Setie). Neste continente se encontra cativo o Dragão Divino e a residência dos Alados.

#### Povoações
- Neet: Cidade natal de Dart. Foi atacado pelo Monstro Preto em procura do Filho da Lua. Da tragédia só há dois sobrevivente: Dart e Luanna, segunda irmã sagrada de Mille Seseau.

- Furni: É a cidade portuária de Millie Seseau. Está cheia de canais e tem um destacamento de cavalaria. Ao invés que o resto do país, o clima de Furmi é temperado, e não há geladas.

- Deningrado: É a capital de Mille Seseau, e no seu centro está o Palácio de Cristal. Como originalmente foi uma cidade Alada, no palácio há uma Esfera do Selo em funcionamento, que é destruída quando o Dragão Divino ataca a cidade. A cidade é a capital da Religião da Árvore Divino e o lar da Biblioteca Nacional.

- Cidade dos Alados: É um dos últimos assentamentos Alados, e sua tecnologia, superior à do resto do continente, se basa na força vital das plantas. Meru pertence a esta comunidade.

#### Paragens
- Floresta Verde: É um belo floresta situado aos arredores de Furmi. Escondida no seu interior está a Cidade dos Alados, e aí também está o caminho para a Montanha do Dragão Mortal.

- Montanha do Dragão Mortal: Era a prisão do Dragão Divino. Após escapar, o dragão transforma a montanha na sua guarida.

- Glacial Kashua: É uma grande formação de gelo ao oeste de Deningrado. No seu interior estão os restos (ainda em funcionamento) da Torre de Flanvel, onde se guarda o Espelho da Lua. O Feiticeiro Alado Fausto conspira para alcançar a dominação mundial em uma zona oculta da torre, no entanto, seus planos não se levariam a cabo.

- Terra Proibida: São os restos da antiga Capital Alada, Kadessa, que foi destruída pelos Dragoons durante a Campanha do Dragão. As ruínas contêm a mesma corrupção mágica que há em Tiberoa. No seu interior foram selados O Cetro Bloqueador de Dragões e a Espada Matadragones, mas a espada foi roubada tempo atrás. Também há um Virage em hibernação.

### Gloriano
Foi o reino humano antigo mais poderoso, mas ficou em ruínas e abandonado depois da Campanha do Dragão.

#### Povoações
- Vellweb: A antiga capital de Gloriano, agora em ruínas e deserta. Nela se acham o Palácio do Imperador Sagrado Diaz e as Torres de Dragoon, onde está apanhadas as almas de quatro dos antigos Dragoon. Nas ruínas também há uma grande ballesta mecânica, usada na Campanha do Dragão para disparar contra as cidades flutuantes dos Alados.

#### Paragens
- Campo Nevado: Contém as ruínas de Forte Magrad, um antigo assentamento humano abandonado que data da época da Campanha do Dragão.

### Frontera da morte
É uma zona deserta e desolada, com alguns oásis. Está cheia de poços e covas subterraneas.

#### Povoações
- Ulara, povo da brisa: É o lar dos Alados seguidores de Converse Frahma, irmã de Melbu Frahma. Os Alados que vivem aqui se fizeram a si mesmos imortais ao considerar-se culpados de todos os Alados mortos durante a Campanha do Dragão. Também conhecem o segredo do Filho da Lua. Rose tem uma forte relação com este lugar.

### Árvore Divino
A Árvore Divino é a árvore que trouxe a vida a Sem Fim. Todas as espécies que nasceram da árvore foram enviadas a Sem Fim pelo deus Soa. A última espécie ainda não tem nascido.
- A Lua Que Nunca Se Põe: É um objeto proeminente situado no meio do céu. Esta lua é muito estranha, porque sempre está estática no céu e nunca se movimenta. Dentro da lua se acha o corpo do Deus da Destruição e é o lugar da batalha final contra o ditador Alado, Melbu Frahma. A lua reage com os seres que tem dentro e sua aparência interior muda, convertendo-se em um reflexo de suas mentes.

### Outras localizações
- Reina Fúria: É a nave insígnia de Tiberoa. O Rei Zior se a cede a Dart e seus amigos depois que salvem à Princesa Emilie e ao reino.

- Navio fantasma: Um navio que foi atacado pelo Monstro Preto dezoito anos antes dos eventos do jogo. Retorna e ataca ao Rainha Fúria durante sua viagem para perseguir a Lenus. Esta cheio dos fantasmas dos tripulantes e de espíritos malignos.

- Rouge: É um povo pesqueiro e cidade natal de Haschel. Está isolado do resto de Sem Fim, e se localiza nas Ilhas Quebradas.

- Aglis, Cidade da Magia: Situada no mar perto de Rouge, é a capital alada da investigação mágica. Aqui há uma Esfera do Selo. O alado Savan vive na cidade, investigando na busca de uma nova esfera que não possa ser destruída.

- Zenebatos, Cidade da Lei: É a capital alada da lei e a justiça, e está suspendida no ar. Uma Esfera do Selo se acha aqui. A cidade funciona graças aos esforços dos serventes robô mágicos, no entanto seus habitantes está apanhados em um anel ou caracol feito de cabelo sem final, propondo e passando a mesma legislatura e leis sem dar-se conta que não há ninguém que as leve.

- Mayfil, Cidade da Morte: É a capital alada da morte. Supostamente perdeu suas funções e foi inutilizada durante a Campanha do Dragão. Muitos demônios se assentaram aqui e jogam com as almas que ficam apanhadas acidentalmente na cidade. É fácil encontrar-se aqui com as almas de antigos amigos e inimigos.